# Giunio Fedreghini
Giunio Bruto Carlo Maria Fedreghini (Sarnico, 30 aprile 1861 – Senigallia, 24 dicembre 1945) è stato uno schermidore italiano.
Partecipò ai Giochi olimpici di Parigi nel 1900 nelle gare di spada, fioretto e sciabola. Nel fioretto e nella spada fu eliminato in batteria mentre nella sciabola fu eliminato in semifinale.